# بولفيرارا
بولفيرارا (بالإيطالية: Polverara)‏ هي بلدية في مقاطعة باذوة في منطقة فنيتة الإيطالية، وتقع على بعد 30 كيلومترًا (19 ميلًا) جنوب غرب مدينة البندقية و 14 كيلومترًا (9 ميلًا) جنوب شرق باذوة.